# 2020年の朝鮮民主主義人民共和国
2020年の朝鮮民主主義人民共和国（2020ねんのちょうせんみんしゅしゅぎじんみんきょうわこく、朝鮮語: 2020년 조선민주주의인민공화국）では、2020年（主体109年）の朝鮮民主主義人民共和国（北朝鮮）に関する出来事について記述する。

## 最高指導者等
- 最高指導者（労働党委員長、国務委員長）
  - 第3代: 金正恩（2011年12月17日 - ）
- 最高人民会議常任委員会委員長
  - 第4代: 崔竜海（2019年4月11日 - ）
- 内閣総理
  - 第6代: 金才龍（2019年4月11日 - 2020年8月13日）
  - 第7代: 金徳訓（2020年8月13日 - ）

## できごと

### 6月
- 6月16日 - 北朝鮮は南北共同連絡事務所を爆破した[1]。

### 8月
- 8月13日 - 金徳訓、第7代内閣総理に就任。

## 周年
- 6月15日 - 6.15北南共同宣言から20周年[2]。